# Ludwig Dringenberg
Ludwig Dringenberg (* 1410 vermutlich in Dringenberg, Hochstift Paderborn; † 1477 in Schlettstadt, Elsass) war ein deutscher Pädagoge, Humanist und Kleriker.
Ludwig wurde vermutlich in Dringenberg in Westfalen geboren. Er besuchte wahrscheinlich eine Schule der Brüder vom gemeinsamen Leben, auch Hieronymusschule genannt, im Kloster Böddeken. Er studierte in Heidelberg ab 1430. 1441 wurde er Leiter der Lateinschule Schlettstadt. Ein bekannter Schüler Ludwigs war Jakob Wimpheling, von dessen frühe Prägung durch Dringenberg Erasmus von Rotterdam zu berichten weiß. Auch Wimpfeling selbst hat von seiner Schulzeit und seinem Lehrer Dringenberg berichtet.